# Geoff Wegerle
Geoff Wegerle (Pretoria, 9 giugno 1954) è un ex calciatore sudafricano, di ruolo ala.

## Biografia
Nato a Pretoria, fu calciatore come i fratelli Roy e Steve. Giocò in Sudafrica, Paesi Bassi e Stati Uniti d'America.

## Carriera
Militò in patria nell'Arcadia Shepherds, con cui vinse nel 1974 la NFL, la NFL Cup e la UTC Bowl.
Nella stagione 1975-1976 fu ingaggiato dai nederlandesi del Feyenoord Rotterdam, con cui ottenne il secondo posto in campionato.
Dopo un breve ritorno all'Arcadia Shepherds, Wegerle si trasferì negli Stati Uniti d'America per giocare negli Oakland Stompers con cui ottenne il terzo posto della Western Division della American Conference nella North American Soccer League 1978.
Dal 1979 al 1982 ritornò a giocare in Sudafrica, per ritornare in Nordamerica nella stagione 1983 con i canadesi del Toronto Blizzard, con cui perse la finale del torneo contro i Tulsa Roughnecks.
Nell'ultima stagione della North American Soccer League, la 1984, raggiunge nuovamente la finale torneo con i Blizzard, perdendola contro i Chicago Sting.
Wegerle continuerà a giocare in America con i Tampa Bay Rowdies in varie competizioni indoor sino al 1988.

## Palmarès

### Club
- NFL

Arcadia Shepherds: 1976
- NFL Cup

Arcadia Shepherds: 1976